# Lina Poletti
Lina Poletti, pseudonimo di Cordula Poletti (Ravenna, 27 agosto 1885 – Sanremo, 12 dicembre 1971), è stata una scrittrice italiana, femminista, una delle prime donne in Italia a dichiarare apertamente la propria omosessualità.

## Biografia
Nacque a Ravenna, penultima di quattro figlie di una famiglia di piccoli commercianti. Dopo essersi diplomata al liceo, nel 1907 si laureò con Giovanni Pascoli all'Università di Bologna con la tesi La canzone nella poesia di Carducci (custodita nel Fondo Poletti della Biblioteca Classense di Ravenna). Spesso descritta come bella e ribelle, incline a indossare abbigliamenti maschili, è conosciuta anche per le relazioni con Sibilla Aleramo e Eleonora Duse. Sposò Santi Muratori, suo amico d'infanzia, divenuto direttore della Biblioteca Classense e rimasto in carica fino al 1943.

### Lettere a Sibilla
La relazione con Aleramo iniziò nell'aprile 1908, quando le due donne si conobbero al Congresso nazionale delle donne italiane (CNDI), condividendo le stesse idee femministe. Conoscendo Lina e innamorandosi di lei, Sibilla abbandonò la sua relazione con Giovanni Cena, scrittore e fino a quel momento suo compagno di vita. Nelle sue lettere, Aleramo cercò di convincere Poletti della possibilità di amare entrambi nello stesso tempo, ma Lina non accettò il compromesso e la lasciò. Il rapporto, appassionato e sincero da entrambe le parti, si concluse dopo un anno. Sibilla Aleramo divenne una delle più note e lette scrittrici italiane.

### L'incontro con Eleonora Duse

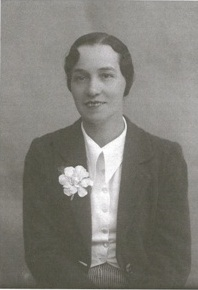
Lina Poletti

Lina conobbe quindi Eleonora Duse, attrice tra le più acclamate del suo tempo, che stava attraversando in quel periodo una crisi creativa; le due donne viaggiarono molto e vissero insieme a Roma, Firenze, Venezia, dove frequentarono Max Reinhardt, Rainer Maria Rilke, Hugo von Hofmannsthal.
La relazione tra le due fu appassionata, ma tormentata, tanto che dopo due anni terminò con una violenta lite e successivi strascichi legali a proposito della restituzione dei manoscritti a cui la Poletti stava lavorando, drammi teatrali che avrebbero dovuto riportare Duse sulle scene. La conclusione della storia produsse una profonda ferita in entrambe.
Alla fine della vicenda con Duse, Lina Poletti si legò alla contessa Eugenia Rasponi, nobile ravennate e femminista, cugina di Gabriella. Le due donne vissero insieme per 40 anni, dal 1918 fino alla morte della contessa, avvenuta nel 1958.

## Scrittrice
Dopo la morte della contessa Rasponi, Lina Poletti continuò la sua attività letteraria, scrivendo Il poema della Guerra e alcuni saggi dedicati a Dante, Pascoli, Carducci, continuando a occuparsi, sia nelle opere sia nella sua vita privata, della causa per l'emancipazione della donna. Il decadentismo dannunziano e il classicismo carducciano influenzeranno poi tutti i suoi scritti poetici.
In anni più recenti, Poletti fu studiata per la sua visione sulla libertà delle relazioni tra i sessi.

## Opere
- Stazio nella Divina Commedia: conferenza letta da Cordula Poletti nella Sala di Dante in Ravenna il 3 maggio 1931
- La celebrazione ravennate di Giovanni Pascoli, 1924
- Il 33. canto del Paradiso letto nella sala di Dante in Ravenna da Cordula Poletti il 9 maggio 1920, 1923
- La fabbrica dei mobili Rasponi a Santarcangelo di Romagna, 1921
- Il cipressetto della rocca a Santarcangelo di Romagna, 1919
- Il poema della Guerra, 1918
- Discorso per le onoranze agli aviatori di Ravenna, dicembre 1917
- Gorizia: 8 agosto 1916